# 平町 (目黒区)
平町（たいらまち）は、東京都目黒区の地名。現行行政地名は平町一丁目および平町二丁目。住居表示実施済区域。 郵便番号は152-0032（集配局 : 目黒郵便局）。

## 地理
目黒区の南部に位置する。町域西部で中根、北西部で柿の木坂、東部で碑文谷及び南、南部で大岡山、南西部の交差点上の一点で緑が丘にそれぞれ接している。

### 地価
住宅地の地価は、2025年（令和7年）1月1日の公示地価によれば、平町1-14-18の地点で105万円/m2、平町2-1-2の地点で100万円/m2となっている。

## 歴史
現在の平町・大岡山一帯は江戸時代には荏原郡衾村字平根に属した。字平根は明治に入り平を冠称する数多の字に分割されたが、この内字平前・字平南原・字平北原・字平稲荷丸が1932年（昭和7年）に目黒区平町となった。1965年（昭和40年）に住居表示が実施され、現在に至る。
昭和時代には実業家の萩原吉太郎が広大な邸宅を構えた。この邸宅は後に取り壊され、跡地にマンション「フォレセーヌ目黒平町」が建っている。

## 世帯数と人口
2025年（令和7年）3月1日現在（目黒区発表）の世帯数と人口は以下の通りである。
| 丁目       | 世帯数    | 人口    |
| ---------- | --------- | ------- |
| 平町一丁目 | 2,116世帯 | 3,689人 |
| 平町二丁目 | 1,824世帯 | 3,383人 |
| 計         | 3,940世帯 | 7,072人 |

### 人口の変遷
国勢調査による人口の推移。
| 年                 | 人口  |
| ------------------ | ----- |
| 1995年（平成7年）  | 5,434 |
| 2000年（平成12年） | 5,563 |
| 2005年（平成17年） | 6,131 |
| 2010年（平成22年） | 6,151 |
| 2015年（平成27年） | 6,735 |
| 2020年（令和2年）  | 7,321 |

### 世帯数の変遷
国勢調査による世帯数の推移。
| 年                 | 世帯数 |
| ------------------ | ------ |
| 1995年（平成7年）  | 2,639  |
| 2000年（平成12年） | 2,869  |
| 2005年（平成17年） | 3,135  |
| 2010年（平成22年） | 3,175  |
| 2015年（平成27年） | 3,506  |
| 2020年（令和2年）  | 3,943  |

## 学区
区立小・中学校に通う場合、学区は以下の通りとなる（2025年4月現在）。
| 丁目       | 番地              | 小学校               | 中学校               |
| ---------- | ----------------- | -------------------- | -------------------- |
| 平町一丁目 | 全域              | 目黒区立大岡山小学校 | 目黒区立目黒西中学校 |
| 平町二丁目 | 1〜14番 17〜18番  | 目黒区立大岡山小学校 | 目黒区立目黒西中学校 |
| 平町二丁目 | 15〜16番 19〜23番 | 目黒区立中根小学校   | 目黒区立目黒西中学校 |

## 交通

### 鉄道
町域北辺で中根に所在する東急東横線都立大学駅に隣接する。また、南側では東急大井町線緑が丘駅、東横線自由が丘駅も利用可能である。

### バス
東急バス
- [森91] 新代田駅～大森駅～大森操車所
- [黒01] 目黒駅～大岡山小学校前

それぞれ、平町・大岡山小学校前の停留所で利用可能。

### 道路
町域北部に目黒通り、北東部に環七通りが通っている。

## 産業

### 事業所
2021年（令和3年）現在の経済センサス調査による事業所数と従業員数は以下の通りである。
| 丁目       | 事業所数  | 従業員数 |
| ---------- | --------- | -------- |
| 平町一丁目 | 189事業所 | 1,099人  |
| 平町二丁目 | 55事業所  | 303人    |
| 計         | 244事業所 | 1,402人  |

### 事業者数の変遷
経済センサスによる事業所数の推移。
| 年                 | 事業者数 |
| ------------------ | -------- |
| 2016年（平成28年） | 171      |
| 2021年（令和3年）  | 244      |

### 従業員数の変遷
経済センサスによる従業員数の推移。
| 年                 | 従業員数 |
| ------------------ | -------- |
| 2016年（平成28年） | 1,097    |
| 2021年（令和3年）  | 1,402    |

## 施設
- 目黒区立大岡山小学校
- 平町リサイクルプラザ
- みずほ銀行都立大学駅前支店
- 桜森稲荷神社
- 呑川緑道
- 大岡山西住区センター

## 出身・ゆかりのある人物
- 大石光之助[16]（静岡新聞社初代社長・静岡放送創業者） - 住所が平町[17]。
- 大石益光（静岡新聞社・静岡放送2代目社長）
- 小杉喜四郎（地主）[18][19]
- 小山松吉（検事総長、司法大臣、貴族院議員、法政大学総長）